# Самсонівка (Смолевицький район)
Самсонівка (біл. вёска Самсонаўка) — село в складі Смолевицького району Мінської області, Білорусь. Село підпорядковане Драчківській сільській раді, розташоване в центральній частині області.